# Echymipera davidi
Echymipera davidi — вид сумчастих ссавців із родини бандикутових.

## Морфологічна характеристика
Поки що виміряно лише двох самців E. davidi. У них була довжина тіла 32 і 40 см. Одна з тварин мала хвіст 10.8 см і вагу 950 грамів. У шерсті є і м'яке, і щетинисте волосся. Мордочка відносно коротка в порівнянні з іншими видами роду. Вуха малі й темні. Верхні частини передніх і задніх лап вкриті коротким коричневим волоссям. Підошви задніх лап не темні на відміну від E. rufescens і E. clara.

## Ареал
Цей вид є ендеміком острова Кірівіна на островах Тробріанд, Папуа Нова Гвінея. Діапазон висот — 0–100 метрів над рівнем моря. Вид може бути присутнім на інших островах у групі, хоча для підтвердження цього необхідні подальші польові дослідження. Кірівіна — невеликий острів з великим людським населенням.
Вид населяє деградовані ліси й місця відростання лісів.

## Загрози й охорона
Загрози маловідомі, але острів має велику кількість людей, і значна частина території обробляється. Невідомо, чи вид присутній на заповідних територіях.